# Гаджиево
Гаджиево е град в Мурманска област, Русия, намиращ се под управлението на федералните органи и власти. Той е главното селище на Градски окръг ЗАТО Скалисти.
За първи път се споменава като селище в Мурманска област на 15 май 1957 г. До 16 октомври 1967 г. се нарича Ягелна Губа, когато получава името Гаджиево в памет на капитан Магомед Имадутинович Гаджиев, загинал на 12 май 1942 г. на подводна лодка „К-23“.
На 14 септември 1981 г. с указ на Президиума на Върховния съвет на РСФСР селището получава статус на град от закрит тип (ЗАТО) Скалисти, но в свободната кореспонденция се е означавал като Мурманск-130. По разпореждане на руското правителство името Скалисти става официално, а през 1999 г. е сменено с Гаджиево.

## Военноморска база
Историята на Военноморската база Гаджиево започва на 29 юни 1956 г., когато в малкия залив Ягелная пристига за постоянно базиране бригада дизелови подводници от Северния флот, командвана от легендата сред руските подводничари капитан I ранг Н. А. Лунин. През 1957 г. започва строителството на жилища и учреждения за екипажите и техните семейства и се поставя началото на селището Ягелная губа, преименувано през 1967 г. на Гаджиево.
Отначало в Гаджиево се базират дизелови подводници, но от 1963 г. в нея започват да се базират и атомни подводни лодки. Една от тях е и потъналата през 1986 г. К-219.
В базата не липсват инциденти – на 10 септември 1998 г. в атомната подводница K-157 се случва инцидент с огнестрелно оръжие, при който загиват 9 души, а на 21 септември 1995 г. базата и околността едва се разминават с ядрена катастрофа от ранга на Чернобил. Тогава местната служба за енергоснабдяване спира подаването на електричество към базата заради неплатени дългове, но в числото на засегнатите обекти се оказват и 4 атомни подводници, които макар и изведени от бойния състав на Северния флот, са все още с действащи реактори, поради което възниква реална опасност от ядрена авария. Единствено бързата реакция на военните, които под дулата на автоматите заставят работниците в подстанцията да възстановят енергоподаването, предотвратява катастрофата.